# Перфект (немецкий язык)
Пе́рфект (нем. Perfekt) — это сложное (завершённое) прошедшее время, одно из шести времён немецкого языка. Стоит в ряду с формами Präteritum и Plusquamperfekt, и, как сложное время, состоит из смыслового глагола в форме второго причастия (Partizip II) и вспомогательного глагола haben или sein в соответствующей форме. Perfekt может находиться в пассивном (Passiv) и активном залогах (Aktiv) изъявительного (Indikativ) или сослагательного наклонения (Konjunktiv).

## Употребление Perfekt
Роль формы Perfekt сводится к выражению прошедшего времени, причём завершённость или незавершённость процесса, действия, выражаемого этим временем, не играет никакой существенной роли для его выбора в отличие, например, от английских прошедших времён. Perfekt используется преимущественно в немецкой разговорной речи, что отличает его от Präteritum, который используется в повествовании. В отличие от Plusquamperfekt временная форма Perfekt используется для обозначения действия, прошедшего несколько позже, чем действие, выраженное через Plusquamperfekt.

## Образование Perfekt

### В Indikativ
В активном залоге изъявительного наклонения (Indikativ Aktiv) Perfekt образуется из вспомогательных глаголов haben или sein в форме простого настоящего времени Präsens и смыслового глагола в форме второго причастия. Например:
- Ich habe schon abgemacht — Я уже договорился
- Dieses Auto ist so spät gefahren — Эта машина слишком поздно уехала

В пассивном залоге изъявительного наклонения (Indikativ Passiv) Perfekt имеет подобную же конструкцию с вплетённым глаголом werden в форме второго причастия, причём вместо традиционной формы geworden используется вариант без грамматического префикса worden. Точно так же он употребляется в пассивной конструкции Plusquamperfekt. В этом случае время имеет вид:
- Die Häuser sind endlich gebaut worden — Дома, наконец, были построены

### В Konjunktiv
Временная форма Perfekt в активном залоге сослагательного наклонения образуется при помощи вспомогательных глаголов haben или sein в форме Präsens Konjunktiv с вторым причастием смыслового глагола. Например: Du hast geraucht, Ihr seiet gelaufen.
Часто Perfekt Konjunktiv в активном залоге употребляется для передачи предшествования действия в одном предложении по отношению к другому. То есть действие в любом времени, например, главного предложения происходит позже, чем действие во второстепенном. Этим самым сослагательное наклонение настоящей временной формы может заменять конструкцию с употреблением Plusquamperfekt (в относительном употреблении). Пример:
- Du sagst mir, dass du Moskau besucht hast — Ты говоришь, что бывал в Москве (Präsens Indikativ и Perfekt Konjunktiv)
- Du sagtest mir, dass du Moskau besucht hast — Ты говорил, что бывал в Москве (Präteritum Indikativ и Perfekt Konjunktiv)
- Du hast mir gesagt, dass du Moskau besucht hast — Ты говорил, что бывал в Москве (Perfekt Indikativ и Perfekt Konjunktiv)

В пассивном залоге сослагательного наклонения (Konjunktiv Passiv) образование Perfekt происходит при помощи глагола werden в Perfekt Konjunktiv и Partizip II смыслового глагола.

## Выбор вспомогательного глагола
Выбор вспомогательного глагола попадает в прямую зависимость от лексического значения глагола, стоящего в Partizip II, то есть смыслового глагола. Глагол haben употребляется в большинстве случаев:
- со всеми модальными глаголами: Mein Vater hat so lang das gewollt — Мой отец так долго этого хотел
- с возвратными глаголами: Ich habe mich heute besser verhalten — Сегодня я вёл себя лучше
- с переходными глаголами: Er hat mich angenommen — Он принял меня
- с безличными глаголами: Es hat geregnet — Шёл дождь

Употребление глагола sein более узкое, чем haben. Он встречается преимущественно в предложениях с глаголами, передающими какое-либо движение, например: gehen, laufen, kommen, rinnen и другими. Исключением из этого ряда является глагол schwimmen, употребляемый чаще с haben. Есть также целая группа глаголов, не передающих движение, но употребляемых с sein как исключение. Среди них: passieren, bleiben, werden, begegnen, а также сам глагол sein.
По тем же критериям выбирается вспомогательный глагол для Plusquamperfekt, который в отличие от рассматриваемой временной формы использует его в форме Präteritum.